# لیپوا
لیپوا (نام علمی: Leipoa) نام یک سرده از تیره مرغ پابزرگ است. این سرده شامل دو گونه است که هر که در استرالیا بوم زادی کرده اند و یکی از آنها منقرض شده است. 